# آی‌ان‌اس کومبیر (ال۲۲)
آی‌ان‌اس کومبیر (ال۲۲) (به انگلیسی: INS Kumbhir (L22)) یک کشتی است که طول آن 83.9 m می‌باشد. این کشتی در سال ۱۹۸۶ ساخته شد.